# Nazzareno Tarantino
Nazzareno Tarantino (Benevento, 4 gennaio 1979) è un allenatore di calcio ed ex calciatore italiano, di ruolo attaccante, tecnico in seconda dell'Empoli.

## Carriera

### Club
Lascia Benevento, precisamente San Giorgio del Sannio, all'età di 11 anni per trasferirsi nel settore giovanile dello Staggia Senese; con cui vince il Campionato Giovanissimi Dilettanti nella stagione 1990-91.
Dopo due anni nelle file della squadra senese, passa alla Lucchese; messosi in luce nella squadra Primavera, l'allenatore Bruno Bolchi lo fa esordire sedicenne nel Campionato di Serie B nella prima giornata contro il Chievo Verona.
A fine stagione collezionerà nella serie cadetta 7 presenze e 1 rete (il 26 maggio 1996 al Porta Elisa contro l'Hellas Verona) .
La stagione successiva è una stagione travagliata per la Lucchese (che cambierà 3 allenatori) riuscendo a conquistare la salvezza per un solo punto, Tarantino colleziona 11 presenze ma non riesce a segnare.
L'arrivo del tecnico Luigi De Canio nella stagione 1997/98 sulla panchina rossonera e, la scarsa considerazione che ne consegue, spinge Tarantino a essere ceduto in prestito al Prato in Serie C1, ma anche nella società laniera trova poco spazio: solo 5 presenze e nessun gol. A gennaio torna alla Lucchese, nelle file della squadra Primavera.
Nel 1998/99 rimane a Lucca, alla guida della squadra è stato chiamato Tarcisio Burgnich, Tarantino esordisce però alla settima giornata, quando sulla panchina rossonera siede Giuseppe Papadopulo, chiamato d'urgenza per la crisi di risultati. Nel frattempo adempie all'obbligo del servizio di leva nella Compagnia Atleti dell'Esercito a Roma (insieme, tra gli altri, a Francesco Totti).
Pian piano riesce a conquistarsi il posto da titolare, mantenuto anche dopo il ritorno in panchina di Burgnich, a scapito di Roberto Paci, collezionando 19 presenze suggellate da 8 reti; inutili per la Lucchese che, diciannovesima, retrocede in Serie C1.
Il 19 giugno 1999 firma un quadriennale con l'Empoli, che lo preleva dai rossoneri con la formula della comproprietà per 1,9 miliardi di lire. Arrivano le prime chiamate nell'Under 21 di Marco Tardelli, mentre in Campionato con l'Empoli parte spesso in panchina, chiuso da Saudati, Di Natale e Cappellini, alla fine conterà 20 presenze (solo 5 da titolare, di cui 3 volte sostituito anzitempo) e nessuna rete.
A fine campionato ritorna a Lucca, dove rimarrà per altre 2 stagioni, per un totale di 60 presenze e 9 reti.
Nel luglio 2002 viene ceduto in comproprietà al Crotone allenato da Gaetano Auteri, in cambio dell'attaccante Andrea Deflorio che passa alla Lucchese.
L'impatto nel campionato di Serie C1 non è dei migliori, 29 presenze (15 da subentrato) e 2 gol all'attivo.
Acquistato interamente dal Crotone, si rifà la stagione successiva con l'arrivo in panchina di Gian Piero Gasperini, Tarantino è titolare inamovibile, 33 presenze e 12 reti che contribuiscono al secondo posto della squadra crotonese, promossa in Serie B dopo i play-off.
La nuova esperienza nel campionato cadetto dura solo 2 mesi a causa di un infortunio al ginocchio che gli fa concludere anticipatamente la stagione, con solo 6 presenze.
La stagione 2005-06 la trascorre tra Crotone in Serie B (3 presenze e 1 rete) e Manfredonia in Serie C1 (15 presenze e 1 rete).
Il 25 agosto 2006 arriva con la formula della comproprietà alla Cavese, compagine con la quale disputerà quattro campionati di Lega Pro Prima Divisione.
Il 31 gennaio 2010 la Juve Stabia ufficializza il suo passaggio dalla Cavese ai gialloblù.
Il 5 giugno 2011 durante il ritorno della semifinale play-off sigla all'11' su rigore il gol del definitivo 1-1 che porterà le "vespe" direttamente in finale contro l'Atletico Roma.
Parte da titolare nella finalissima di andata venendo poi sostituito al 67' da Andrea Raimondi mentre durante la finale di ritorno subentrerà al 61º al posto di Jerry Mbakogu risultando determinante: infatti fornisce l'assist vincente per il gol di Giorgio Corona all 89º, consentendo agli stabiesi di tornare in serie B dopo 60 anni.
Il 27 agosto 2011 ritorna a giocare in Serie B con la maglia numero 10 della Juve Stabia, in occasione della trasferta contro l'Empoli. Realizza il suo primo gol il 19 novembre nel 16º turno contro il Modena, ed il secondo durante l'ultima giornata del 26 maggio nella sconfitta casalinga contro il Sassuolo. A fine stagione, dopo 13 presenze e due reti in totale, si svincola a parametro zero.
L'8 agosto 2012 diviene ufficialmente un giocatore del Treviso: si lega alla società veneta con un contratto biennale. In tutto il campionato di Lega Pro Prima Divisione segna 10 reti in 25 presenze non riuscendo però ad evitare la retrocessione dei trevigiani, che poi al termine del campionato vengono pure estromessi dal calcio professionistico: Tarantino rimane svincolato.
Nell'agosto 2013 firma un contratto con la Lucchese, società di Serie D, dove fa così il suo ritorno dopo undici stagioni: fa il suo debutto in campionato siglando una tripletta alla prima giornata contro il Montichiari. Con 14 reti messe a segno su 28 gare di campionato, contribuisce alla promozione dei rossoneri in Lega Pro. Per Tarantino si tratta della stagione più prolifica a livello realizzativo nell'intera carriera.
Per la stagione 2014-2015 firma per il Gavorrano in Serie D, disputando 31 partite di campionato nelle quali segna 4 reti.
Nella stagione 2015-2016 gioca nelle file del Camaiore Calcio in Eccellenza Toscana.

### Nazionale
Ha giocato nelle nazionali giovanili italiane Under-17, Under-18, Under-20 ed Under-21.

## Statistiche

### Presenze e reti nei club
| Stagione           | Squadra            | Campionato         | Campionato | Campionato | Coppe nazionali | Coppe nazionali | Coppe nazionali | Coppe continentali | Coppe continentali | Coppe continentali | Altre coppe | Altre coppe | Altre coppe | Totale | Totale |
| Stagione           | Squadra            | Comp               | Pres       | Reti       | Comp            | Pres            | Reti            | Comp               | Pres               | Reti               | Comp        | Pres        | Reti        | Pres   | Reti   |
| ------------------ | ------------------ | ------------------ | ---------- | ---------- | --------------- | --------------- | --------------- | ------------------ | ------------------ | ------------------ | ----------- | ----------- | ----------- | ------ | ------ |
| 1995-1996          | Lucchese           | B                  | 7          | 1          | CI              | 0               | 0               | -                  | -                  | -                  | -           | -           | -           | 7      | 1      |
| 1996-1997          | Lucchese           | B                  | 11         | 0          | CI              | 0               | 0               | -                  | -                  | -                  | -           | -           | -           | 11     | 0      |
| 1997-1998          | Prato              | C1                 | 5          | 0          | CI-C            | 2               | 0               | -                  | -                  | -                  | -           | -           | -           | 7      | 0      |
| 1998-1999          | Lucchese           | B                  | 19         | 8          | CI              | 0               | 0               | -                  | -                  | -                  | -           | -           | -           | 19     | 8      |
| 1999-2000          | Empoli             | B                  | 20         | 0          | CI              | 4               | 1               | -                  | -                  | -                  | -           | -           | -           | 24     | 1      |
| 2000-2001          | Lucchese           | C1                 | 32         | 5          | CI-C            | 5               | 0               | -                  | -                  | -                  | -           | -           | -           | 37     | 5      |
| 2001-2002          | Lucchese           | C1                 | 28+1       | 4          | CI-C            | 5               | 2               | -                  | -                  | -                  | -           | -           | -           | 34     | 6      |
| 2002-2003          | Crotone            | C1                 | 29         | 2          | CI+CI-C         | 2+0             | 0               | -                  | -                  | -                  | -           | -           | -           | 31     | 2      |
| 2003-2004          | Crotone            | C1                 | 33+4       | 12         | CI+CI-C         | 2+1             | 0               | -                  | -                  | -                  | -           | -           | -           | 40     | 12     |
| 2004-2005          | Crotone            | B                  | 6          | 0          | CI              | 2               | 0               | -                  | -                  | -                  | -           | -           | -           | 8      | 0      |
| 2005-gen. 2006     | Crotone            | B                  | 3          | 1          | CI              | 1               | 0               | -                  | -                  | -                  | -           | -           | -           | 4      | 1      |
| Totale Crotone     | Totale Crotone     | Totale Crotone     | 71+4       | 15         |                 | 8               | 0               |                    | -                  | -                  |             | -           | -           | 83     | 15     |
| gen.-giu. 2006     | Manfredonia        | C1                 | 15         | 1          | CI+CI-C         | -               | -               | -                  | -                  | -                  | -           | -           | -           | 15     | 1      |
| 2006-2007          | Cavese             | C1                 | 18+1       | 4+1        | CI+CI-C         | 0+2             | 0               | -                  | -                  | -                  | -           | -           | -           | 21     | 5      |
| 2007-2008          | Cavese             | C1                 | 27         | 4          | CI-C            | 2               | 3               | -                  | -                  | -                  | -           | -           | -           | 27     | 4      |
| 2008-2009          | Cavese             | 1D                 | 30         | 4          | CI+CI-LP        | 2+1             | 2+2             | -                  | -                  | -                  | -           | -           | -           | 33     | 8      |
| 2009-gen. 2010     | Cavese             | 1D                 | 18         | 0          | CI+CI-LP        | 1+1             | 0+1             | -                  | -                  | -                  | -           | -           | -           | 20     | 1      |
| Totale Cavese      | Totale Cavese      | Totale Cavese      | 93+1       | 12+1       |                 | 9               | 8               |                    | -                  | -                  |             | -           | -           | 103    | 21     |
| gen.-giu. 2010     | Juve Stabia        | 2D                 | 9          | 2          | CI-LP           | -               | -               | -                  | -                  | -                  | SL-SD       | 2           | 1           | 11     | 3      |
| 2010-2011          | Juve Stabia        | 1D                 | 23+4       | 3+1        | CI+CI-LP        | 1+6             | 1+3             | -                  | -                  | -                  | -           | -           | -           | 34     | 8      |
| 2011-2012          | Juve Stabia        | B                  | 13         | 2          | CI              | 0               | 0               | -                  | -                  | -                  | -           | -           | -           | 13     | 2      |
| Totale Juve Stabia | Totale Juve Stabia | Totale Juve Stabia | 45+4       | 7+1        |                 | 7               | 4               |                    | -                  | -                  |             | 2           | 1           | 58     | 13     |
| 2012-2013          | Treviso            | 1D                 | 25         | 10         | CI+CI-LP        | 0               | 0               | -                  | -                  | -                  | -           | -           | -           | 25     | 10     |
| 2013-2014          | Lucchese           | D                  | 28+3       | 14         | CI-D            | 2               | 1               | -                  | -                  | -                  | -           | -           | -           | 33     | 15     |
| 2014-2015          | Gavorrano          | D                  | 31         | 4          | CI-D            | 1               | 0               | -                  | -                  | -                  | -           | -           | -           | 32     | 4      |
| 2015-2016          | Camaiore           | Ecc.               | 0          | 0          | CI-Dil.         | -               | -               | -                  | -                  | -                  | -           | -           | -           | -      | -      |
| 2019-2020          | Lucchese           | D                  | 7          | 0          | CI-D            | -               | -               | -                  | -                  | -                  | -           | -           | -           | 7      | 0      |
| Totale Lucchese    | Totale Lucchese    | Totale Lucchese    | 125+4      | 32         |                 | 12              | 3               |                    | -                  | -                  |             | -           | -           | 140    | 35     |
| Totale carriera    | Totale carriera    | Totale carriera    | 430        | 76         |                 | 43              | 16              |                    | -                  | -                  |             | 2           | 1           | 475    | 93     |

## Palmarès

### Club

#### Competizioni nazionali
- Lega Pro Seconda Divisione: 1

Juve Stabia: 2009-2010
- Coppa Italia Lega Pro: 1

Juve Stabia: 2010-2011
- Serie D: 2

Lucchese: 2013-2014 (girone D), 2019-2020 (girone A)